# Mr. Holmes
Mr. Holmes é um filme anglo-estado-unidense dos géneros drama e mistério policial, realizado por Bill Condon, com base romance de 2005, A Slight Trick of the Mind do autor norte-americano Mitch Cullin, que apresentou a personagem Sherlock Holmes criada por Arthur Conan Doyle. O filme mostra Sherlock Holmes com 93 anos de idade que luta para lembrar os detalhes de seu caso final porque sua mente está se deteriorando lentamente. Foi protagonizado por Ian McKellen como Sherlock Holmes, Laura Linney como a governante Munro e Milo Parker como seu filho Roger. Foi exibido na sexagésima quinta edição do Festival de Berlim a 7 de fevereiro de 2015.
Estreou-se cinemas britânicos a 19 de junho de 2015, nos Estados Unidos a 17 de julho de 2015, em Portugal a 23 de julho de 2015 e no Brasil foi lançado diretamente em DVD a 13 de janeiro de 2016.

## Elenco
- Ian McKellen como Sherlock Holmes[10]
- Laura Linney como senhora Munro[11]
- Milo Parker como Roger Munro[12]
- Hattie Morahan[11] como Ann Kelmot
- Hiroyuki Sanada como Matsuda Umezaki[13]
- Patrick Kennedy[12] como Thomas Kelmot
- Roger Allam[12] como Dr. Barrie
- Phil Davis[12] como inspetor Gilbert
- Frances de la Tour como Madame Schirmer[12]
- Colin Starkey como Dr. Watson
- Nicholas Rowe (participação especial) como "Matiné Sherlock"
- Frances Barber como "Matiné Madame Schirmer"
- John Sessions como Mycroft Holmes

## Produção
Em 5 de setembro de 2013 foi anunciado que a obra A Slight Trick of the Mind de Mitch Cullin seria adaptada para o cinema, com Ian McKellen como Sherlock Holmes. Bill Condon realizaria a adaptação cinematográfica, em colaboração com Jeffrey Hatcher. O estúdio AI-Film financiou e coproduziu o filme, Anne Carey produziu através da Archer Gray Productions, Iain Canning e Emile Sherman produziram através da See-Saw Films, e a BBC Films também cofinanciou o filme. A FilmNation Entertainment foi a empresa responsável pelas vendas internacionais da distribuição do filme.
Em 7 de maio de 2014 Laura Linney e Hattie Morahan foram escalados, Linney foi escolhida para atuar como a senhora Munro, a governanta de Holmes. Em 9 de julho, Hiroyuki Sanada foi escalado para atuar como Matsuda Umezaki, que visita Holmes no Japão. Em 10 de julho, os atores Patrick Kennedy, Roger Allam, Phil Davis, Frances de la Tour e Milo Parker foram escalados. Em 22 de agosto foi noticiado que Nicholas Rowe que interpretou Holmes no filme O Enigma da Pirâmide teria uma participação especial no filme. Ele interpretou Holmes nas sequências cinematográficas de Basil Rathbone. Em 3 de setembro, a Miramax adquiriu os direitos do filme para exibição nos Estados Unidos.

### Filmagem
A filmagem começou em 5 de julho de 2014 no Reino Unido. Em 9 de julho, o ator McKellen tweetou a foto dele como Sherlock Holmes no filme.

### Música
Em 14 de julho 2014 foi anunciado que Carter Burwell será o compositor da banda sonora do filme.